# Nemoura furcocauda
Nemoura furcocauda är en bäcksländeart som beskrevs av Wu, C.F. 1973. Nemoura furcocauda ingår i släktet Nemoura och familjen kryssbäcksländor. Inga underarter finns listade i Catalogue of Life.